# Java Archive
Un archivo JAR (por sus siglas en inglés, en inglés  Java ARchive) es un tipo de archivo que permite ejecutar aplicaciones y herramientas escritas en el lenguaje Java. Las siglas están deliberadamente escogidas para que coincidan con la palabra inglesa "jar" (tarro).
Los archivos JAR están comprimidos con el formato ZIP y cambiada su extensión a .jar.
Existen tres operaciones básicas con este tipo de archivos: ver contenido, comprimir y descomprimir.
Instrucciones:
- Ver contenido: $ jar -tvf archivo.jar
- Comprimir: $ jar -cvf archivo.jar archivo_1 archivo_2 archivo_3 ... archivo_n
- Descomprimir: $ jar -xvf archivos.jar

Un vínculo de descarga a .jar es .jad, y pesa muy poco.
Estos archivos se utilizan normalmente para aplicaciones en teléfonos móviles.